# Zlokazovo
Zlokazovo (Злока́зово) est un village de l'Oural du Sud en Russie, situé dans le raïon de Koussa de l'oblast de Tcheliabinsk. C'est le centre administratif de la municipalité rurale du même nom. Il doit son nom aux frères Zlokazov, propriétaires des lieux au XIXe siècle.

## Géographie
Le village se trouve à 23 kilomètres au nord de la ville de Koussa, près des petits villages de Nikolski et de Kaskinovo (presque entièrement peuplé de Bachkirs). Le village est desservi par la gare ferroviaire de Zlokazovo.
Il est baigné par la rivière Bolchaïa Acha.

## Population
Recensements (*) ou estimations de la population
| 2002* | 2010* | - | - | - |
| ----- | ----- | - | - | - |
| 1 116 | 940   | - | - | - |

Selon le recensement de 2010, le village comptait 940 habitants dont 455 hommes et 485 femmes.

## Rues
Le village est composé d'un réseau de seize rues.